# Michelle MacPherson
Michelle MacPherson   (Toronto, 11 de maig de 1966), coneguda de casada com a Michelle Hojnacki, és una nedadora canadenca, ja retirada, especialista en esquena, papallona i estils, que va competir durant les dècades de 1970 i 1980.
El 1980 fou convocada per prendre part en els Jocs Olímpics de Moscou, però el boicot que hi va fer el Canadà n'impedí la seva participació. El 1984 va prendre part en els Jocs Olímpics d'Estiu de Los Angeles on va disputar quatre proves del programa de natació. Fent equip amb Reema Abdo, Anne Ottenbrite i Pamela Rai, va guanyar la medalla de bronze en els 4x100 metres estils. En els 100 metres papallona fou cinquena, mentre en les altres dues proves quedà eliminada en sèries.
En el seu palmarès també destaquen tres medalles de plata i una de bronze als Jocs Panamericans de 1983 i una d'or i una dues de bronze als Jocs de la Commonwealth de 1982. Una vegada retirada passà a exercir d'entrenadora de natació.